# Cyanoramphus hochstetteri
Il parrocchetto di Reischek (Cyanoramphus hochstetteri (Reischek, 1889)) è un piccolo pappagallo endemico delle Isole Antipodi.

## Biologia

### Alimentazione
Il parrocchetto di Reischek si nutre di fiori di carice, foglie, semi, bacche e invertebrati, come le larve di mosca che trova nel guano delle colonie dei pinguini. Mangia anche carcasse di petrelli e albatri.

## Distribuzione e habitat
La specie è endemica delle isole Antipodi, un gruppo di isole sub-antartiche disabitate a sud della Nuova Zelanda, di cui fanno parte territorialmente.
Condivide l'areale con il congenere parrocchetto delle Antipodi (Cyanoramphus unicolor).

## Tassonomia
Il nome comune del parrocchetto commemora il naturalista e collezionista Andreas Reischek, che nel 1888 ne catturò alcuni esemplari, classificandoli come Platycercus hochstetteri, per il figlio di un suo amico, il geologo austriaco Ferdinand von Hochstetter, che aveva effettuato un sopralluogo geologico in Nuova Zelanda.
Considerata in passato una sottospecie di parrocchetto fronterossa (C. novaezelandiae hochstetteri), viene attualmente riconosciuta come specie a sé stante

## Conservazione
Sebbene il numero dei parrocchetti di Reischek sia piuttosto elevato, la distribuzione limitata li rende potenzialmente vulnerabili ad alcuni eventi, ad esempio l'introduzione accidentale di roditori nel loro habitat. Nella Lista delle Specie in Pericolo della Nuova Zelanda viene catalogato come taxon dall'«areale ristretto».